# 恋の風景
『恋の風景』（こいのふうけい、原題：戀之風景、英題：Floating Landscape）は、2003年に制作された香港・日本（NHK）・中国・フランス合作映画。

## 概要
恋人を失い、人生にさまよう女性の彷徨と再生を描く。国際的に評価の高い台湾の絵本作家ジミー・リャオ（幾米）がオリジナルのイラストをこの作品のために書き下ろし、劇中ではアニメ化されて登場している。

## ストーリー
病死した恋人サムが描き遺した絵の風景を探して、香港から彼の故郷・青島にやってきたマン。彼女は彼の日記を毎日1日ずつ書き写すことで、彼の面影を心にとどめようとするのだが、徐々に彼の記憶が心から薄らいでいくことを止めることができない。その一方で、彼女は絵本作家を目指す郵便配達の青年シャオリエと出会う。心優しい彼は絵の風景を探すことを手伝ってくれ、2人は徐々に惹かれあっていくのだが……。

## キャスト
- マン（曼）：カリーナ・ラム
- シャオリエ（小烈）：リィウ・イェ
- サム（阿森）：イーキン・チェン
- トン（亜童）：スー・ジン

## スタッフ
- 監督・脚本・編集：キャロル・ライ
- 製作：アーサー・ウォン、スタンリー・クワン、上田信
- 脚本：ライ・ホー
- 撮影：アーサー・ウォン
- 音楽：梅林茂
- 主題歌：カリーナ・ラム『恋の風景』（エンドテーマ）
- 美術：ベン・ルー
- 衣装：ウィリアム・チョン
- イラストレーション：ジミー（幾米）